# Tombe de Zacharie

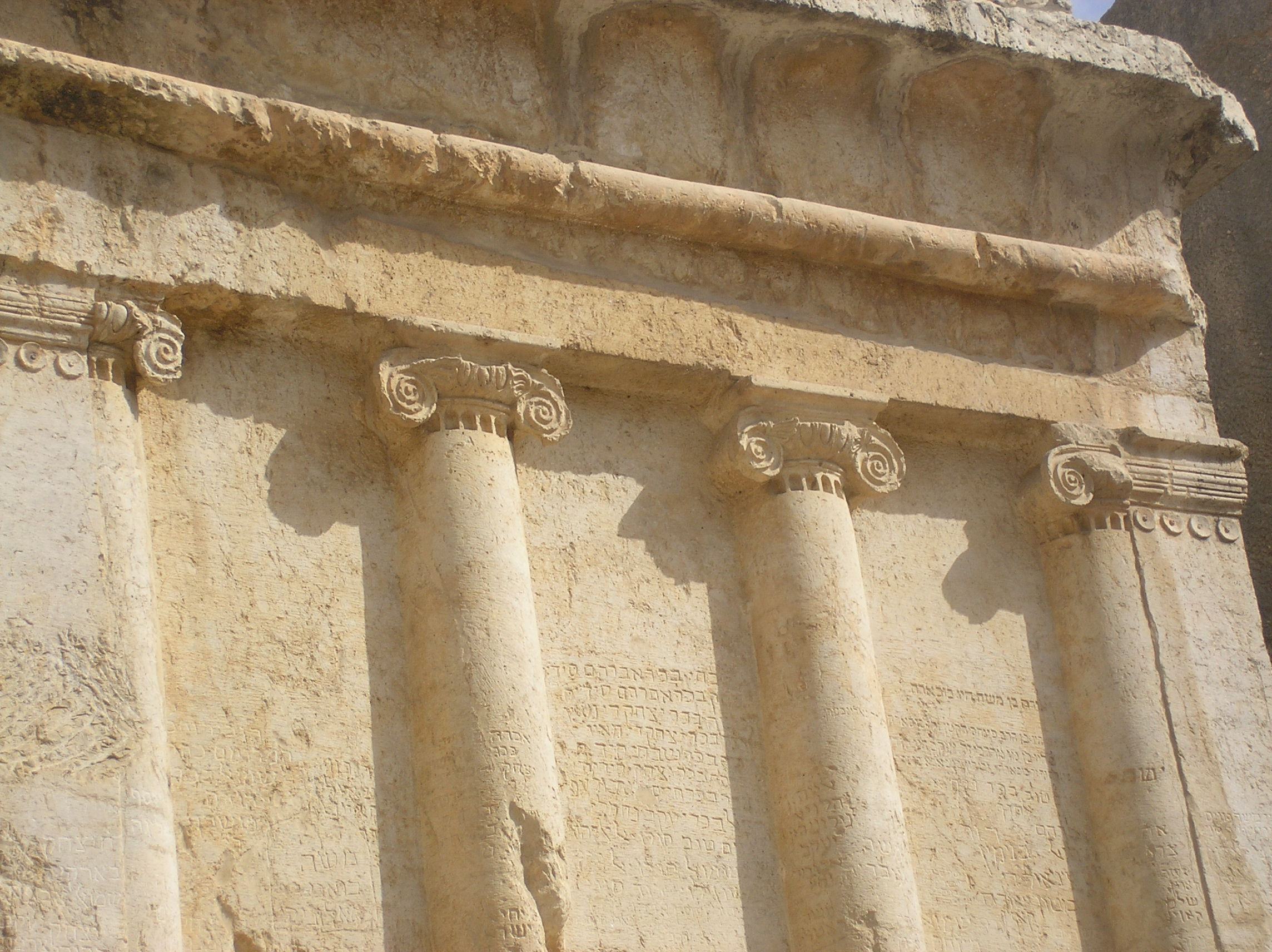
Détail des éléments architecturaux

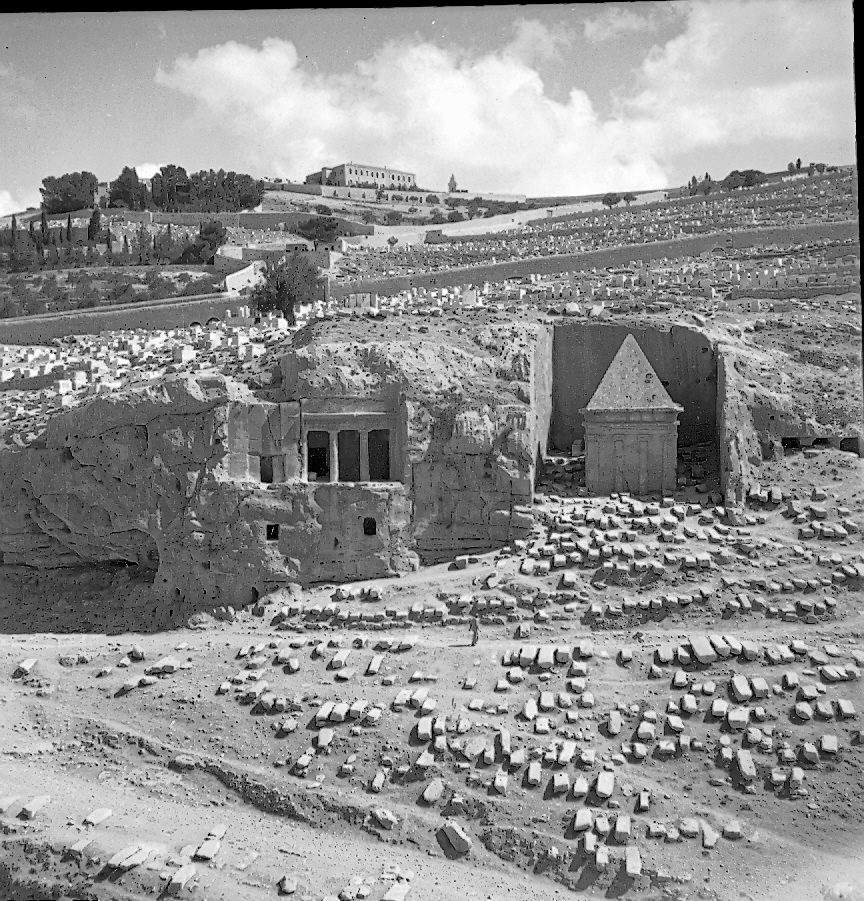
La tombe dans les années 1930, avant le dégagement de sa base dans les années 1960.

La tombe de Zacharie (en hébreu קבר זכריה) est un monument situé dans la vallée du Cédron à Jérusalem, au pied du cimetière juif du mont des Oliviers. Cette « tombe » est attribuée par le folklore à Zacharie fils du grand prêtre Joad et de Josheba, mort assassiné sous le roi Joas au IXe siècle av. J.-C.

## Description
Le monument date du Ier siècle, tout comme le monument d'Absalom qui se trouve à proximité. C'est un monolithe carré de 5,5 m de côté et sans ouverture. Sa partie inférieure est constituée d'une plate-forme à degrés, une crépis. Sa partie supérieure est pyramidale. Le monument présente un style composite, avec des colonnes de style ionique et une corniche égyptienne. Il ne s'agit pas d'une tombe mais d'un monument funéraire sémitique, un nefesh, qui marque l'emplacement d'une tombe. Le passage tout autour ne donne pourtant accès à aucun complexe funéraire, contrairement au monument d'Absalom qui constitue le nefesh de la tombe adjacente, appelée grotte de Josaphat. La « tombe » de Zacharie est à rattacher à la tombe non terminée située au sud, ou peut-être à la tombe de Benei Hezir au nord auquel il est relié,. Des fouilles réalisées en 1960 ont révélé une petite chambre située sous le monument. Elle ne fait pas partie du monument original mais elle est à relier à une chapelle construite après le IVe siècle, peut-être vers le début du VIe siècle, pour recevoir les reliques de Jacques le Mineur et des prêtres Simon et Zacharie. Les inscriptions en hébreu sur le monument sont des lamentations juives ajoutées au XVIe siècle.

## Après la période du Second Temple
En 333, les tombes de Zacharie et d'Absalom semblent attribuées par l'Anonyme de Bordeaux au prophète Isaïe et au roi Ézéchias. Au IVe siècle, le monolithe pyramidal de la vallée du Cédron était encore bien connu comme la Tombe d'un Zacharie de l'Ancien Testament. On le voit par exemple dans l'apocryphe Vitae prophetarum. 
Les traces d'une chapelle sont visibles aux pieds de la tombe des Benei Hezir. À partir du IVe siècle, cette tombe est considérée comme la tombe de Jacques. Selon un manuscrit latin du Xe siècle, un riche homme d'Éleuthéropolis aurait dédié une chapelle à Jacques le Mineur en 352 dans la vallée du Cédron. La comparaison avec des récits en géorgien et en arabe concernant le même endroit montre cependant que le document latin est secondaire. Il attribue à l'évêque de Cyrille une fondation qui est visiblement postérieure à 459, date de la mort de saint Syméon Stylite cité dans le texte géorgien. Les ossements de Jacques ainsi que ceux de Zacharie et Simon avaient été découverts à proximité. C'est à cette époque, vers le début du VIe siècle, qu'a pu être creusée la pièce située sous la « tombe » de Zacharie. La chapelle dédiée à Jacques, Zacharie et Simon existe encore 1187, à la veille de la conquête de Jérusalem par Saladin. Elle disparaît ensuite des rapports des pèlerins, ayant probablement été détruite. Ses ruines sont encore visible au XVIe siècle,,.
Entre le IVe siècle et la fin du Moyen Âge, plusieurs tombes voûtées sont construites entre la base du monument et la paroi, au nord, à l'est et au sud. Les restes de ces tombes ont été dégagés en 1960 et retirés en 1969.
Les reliques de Zacharie père de Jean-Baptiste viennent probablement du monolithe conchoïdal monument d'Absalom; elles sont déposées dans le monolithe pyramidal de la Tombe traditionnel « de Zacharie », en même temps que des reliques de Jacques, celles-ci provenant peut-être de la stèle de Jacques connue au IIe siècle dans les ruines du sanctuaire hérodien, et de Siméon, le successeur de Jacques selon la liste des évêques de Jérusalem à l'époque ancienne.
Cette tombe est donc identifiée, dans la tradition chrétienne, à celle de Zacharie père de Jean le Baptiste (autres détails ici).